# Sporobolus stapfianus
Sporobolus stapfianus là một loài thực vật có hoa trong họ Hòa thảo. Loài này được Gand. miêu tả khoa học đầu tiên năm 1919 publ. 1920.